# Kremlin Cup 1993
La Kremlin Cup 1993 è stato un torneo di tennis giocato sul cemento indoor.
È stata la 4ª edizione della Kremlin Cup, che fa parte della categoria World Series nell'ambito dell'ATP Tour 1993. Il torneo si è giocato allo Stadio Olimpico di Mosca, 
in Russia, dall'8 al 14 novembre 1993.

## Campioni

### Singolare maschile
Marc Rosset ha battuto in finale  Patrik Kühnen con il punteggio di 6–4, 6–3

### Doppio maschile
Jacco Eltingh /  Paul Haarhuis hanno battuto in finale  Jan Apell /  Jonas Björkman con il punteggio di 6–1, ret